# La Nuit des héros
La Nuit des héros est une émission de télévision française de type reality show adaptée du format américain Rescue 911 diffusée sur Antenne 2 puis France 2 chaque samedi soir à partir du 14 septembre 1991 et animée successivement par Laurent Cabrol jusqu'en juin 1992, puis Michel Creton de septembre à décembre 1992. 

## Concept et origines
La Nuit des héros est un reality show adapté du concept américain Rescue 911 diffusé du 18 avril 1989 au 27 août 1996 sur CBS. L'émission montre des actes de sauvetage commis par des gens ordinaires. L'émission reconstituait ainsi ces moments héroïques avant de faire venir sur le plateau de l'émission les vrais protagonistes de l'histoire. Une reconstitution par semaine provenait de l'émission originale de CBS. 
Le jeu du cœur ponctue le programme sous forme d'épreuves sportives (généralement 4) effectuées par un candidat et commentées par Olivier Théron. D'abord en faux duplex, puis en vrai duplex. Ce jeu permet de rapporter de l'argent à des associations dont on présente l'activité. L'argent des épreuves non gagnées est redistribué au prorata aux associations en fin de saison. La cagnotte sera augmentée via une initiative locale de téléspectateurs.

## Historique
L'émission est diffusée chaque samedi soir dans la case historique de Champs-Élysées, laissée vacante, à la suite du départ de Michel Drucker pour TF1.
Selon Hervé Bourges qui met l'émission à l'antenne:

« Le bon chat est celui qui attrape les souris. »

— Hervé Bourges dans le Monde du 15 septembre 1991.
Après le départ de Laurent Cabrol, La Nuit des héros reprend le 12 septembre 1992, sous la seule responsabilité de l'autre coproducteur Philippe Thuillier, avec toujours Tuba production pour la partie sportive, appelée à présent "le jeu de La Nuit des héros", opposant des équipes représentant deux communes, commentée à partir du deuxième numéro par Valérie Maurice. La société Ellipse Programme (dirigée par Phillippe Gildas), filiale de Canal+ , qui prend le relais de Sygma TV, est chargée des reconstitutions, sous la responsabilité de Jean Jacques Pasquier. Désormais, les accidents sont joués par des comédiens, pour "ne plus faire de racolage avec le malheur des gens, en leur faisant revivre des évènements qui les ont traumatisé": principal élément du "changement d'image" voulu par Hervé Bourges, patron de France Télévision. Le comédien Michel Creton reprend la présentation. Trois consultants: un vétérinaire, un médecin, et un pompier analysent et conseillent après certaines reconstitutions. Michel Creton présente aussi des personnes se dévouant pour les autres. France 2 diffuse le dernier numéro le 26 décembre 1992, avec peu d'audience mais un succès d'estime, en face du Grand Bluff de Patrick Sébastien sur TF1, émission qui détient le record d'audience absolue en France avec 17,5 millions de téléspectateurs.
Par la suite, une émission mensuelle lui succédera La Nuit des rigolos, dès janvier 1993 racontant des évènements drôles vécus par des téléspectateurs en compagnie d'humoristes invités. Rebaptisée Vos plus folles histoires dès le mois de mars, l'émission sera supprimée au terme du 3e numéro[réf. nécessaire].

## Audience et critiques
L'émission permet à Antenne 2 de concurrencer les émissions de divertissement de TF1 du samedi soir en atteignant des audiences de 26 à 30 %. 
Malgré son succès d'audience, l'émission souffre d'une mauvaise image, souvent qualifiée de "télé poubelle", et la direction d'Antenne 2 songe à l'arrêter. Finalement, Antenne 2 propose à Laurent Cabrol une reconduction de trois mois, c'est alors qu'il décide de quitter Antenne 2, pour TF1. 

## Plagiat
Devant les hésitations de la chaîne à poursuivre l'émission, Philip Plaisance (Sygma TV) coproducteur chargé des reconstituions, se dit prêt à "aller rêver ailleurs". Alors qu'il n'en est pas le propriétaire, même s'il est à l'initiative de l'importation du programme et qu'il en a déposé le titre français, le patron de Sygma TV propose le concept à TF1. L'émission est baptisée Les Marches de la gloire et est diffusée chaque vendredi soir, la veille de La Nuit des héros jusqu'en 1993, avec une partie de la même équipe, le présentateur d'origine.
Ce "parasitage" aurait conduit la deuxième chaîne à perdre 1,6 million de francs de recettes publicitaires par émission. TF1 sera finalement condamné quelques mois plus tard à payer à France 2, 55 millions de francs de dommages et intérêts pour plagiat. 